# 徽劇
徽劇是一種中國地方戲曲，起源於明代嘉靖年間，迄今已有四百多年歷史。它形成於安庆、徽州、池州、太平（今歙縣、貴池、當塗）一帶的“徽池雅調”，在安徽省境內（尤其是皖南，包括今属江西省的婺源縣）流行起來。特色是把傳入安徽的亂彈聲腔與地方聲腔及民間音樂結合起來。它為京劇、粵劇及南方的許多地方戲曲劇種提供一個重要的發展基礎，其影響幾乎遍及全國。

## 歷史沿革
明代中葉，南直隶重镇安庆、以及周邊池州、徽州是中國東南商貿文化的中心，當時著名的戲曲聲腔譬如餘姚腔、弋陽腔已在這一帶流行。嘉靖年間，江西弋陽腔流傳到今安徽青陽、貴池一帶，與當地民眾喜愛的民間曲調相結合，創造了新腔，形成了具有當地地方特色的「青陽腔」。萬曆年間，這一帶產生了「懷寧腔」、「青陽腔」(亦稱池州腔)、「太平腔」、「四平腔」等多種聲腔。這些聲腔興起後，便風靡各地。後來，青陽腔又受到多个民間山歌小調和昆曲的影響，慢慢形成今天的徽劇。
明末清初，西秦腔等亂彈聲腔流入安徽省會安慶的等地，受當地諸腔影響，逐漸衍變，形成了徽劇主要唱腔之一的撥子。
撥子高亢激越、吹腔柔和，常在同一個劇目中配合使用，通稱“吹撥”。它產生和流行在安徽省會安慶、樅陽、石牌（今懷寧）一帶，曾被稱為「樅陽腔」、「石牌調」或「安慶梆子」。
撥子又稱「二凡」，為五聲音階，有時亦出現「變宮(si)」，但無「變徽(fa)」。唱時以棗木梆擊節。後來受青陽腔等聲腔的影響，發展了導板、十八板(回龍)、原板、流水、疊板、散板等各種板式，才演變成撥子。
二凡與撥子均擅長表現激越之情，在老徽戲劇本中，二凡和撥子可以通用。另外，撥子和吹腔可以結合使用，往往在一本戲中，唱腔採用吹腔與撥子兩種腔調，抒情時唱吹腔，激昂處唱撥子;文戲部分唱吹腔，武戲部分唱撥子。這種互取其長的配合運用，漸漸發展、融合、衍變，於是產生了二簧腔。
二簧腔（二黄腔）的形成是由幾種聲腔融合而成。初時，吹腔用崑笛伴奏，因其四平腔、崑腔風味較濃，稱之為「四崑腔」、「崑平腔」。這種腔調後受撥子影響，並改用嗩吶伴奏，形成了“嗩吶二簧”。當時的曲調結構和板式變化都還比較簡單，吸收了撥子之後並加以演化成比較完整的二簧。二簧改用胡琴伴奏，唱腔更加流暢柔和。後又變出了反二簧。另外，還衍生了二簧平、老二簧、二簧、反二簧。
清朝乾隆年間，二簧腔就已盛行，於皖南、鄂東、贛東北相鄰地區，二簧、西皮慢慢合流，並奠定了徽劇的基礎。徽劇名藝人高朗亭、郝天壽等人，把徽劇帶到揚州。當時揚州是花部的集中地，但很快被徽劇壓倒。乾隆五十五年(1790年)，高朗亭又把徽劇帶到了北京。後來進京的還有四慶徽、五慶徽、四喜、春台、和春、三和等徽班。其中，以三慶、四喜、春台、和春四班最為有名，人稱“四大徽班”。徽劇在北京後便興盛起來，直到嘉慶、道光年間，發展成以唱西皮、二簧為主的京劇。自此，徽班的影響遍及全國南北各省。在川劇、湘劇、贛劇、閩劇、粵劇、滇劇、黔劇、婺劇、淮劇等劇種中，都可以找到徽戲的影子。
清代末葉，京劇興起後，藝人紛紛改學京劇，徽劇卻日益衰落。到了20世紀40年代，已瀕於消亡。中華人民共和國成立後，組織了安徽省徽劇團，徽劇老藝人培養年輕演員，挖掘及整理劇目。60年代，徽劇在北京重生，《水淹七軍》、《淤泥河》等劇都獲得好評。二十世紀八十年代，徽劇在婺源仍然很受歡迎。每逢新年過節，各地搶著請劇團去演出。

## 藝術特色
徽劇的劇目很多，根據記載有一千四百零四個，曲牌800多首，其中文場曲牌也有210多首，但因年代較久，多為手抄本，不少已經失傳。重新發掘後，徽劇著名劇目有《七擒孟獲》、《八陣圖》、《昭君出塞》、《貴妃醉酒》、《千里駒》、《雙合印》、《巧姻緣》、《龍虎鬥》、《反昭關》、《宇宙鋒》、《花田錯》、《春秋配》、《水淹七軍》、《齊王點兵》、《戰長沙》、《古城會》、《百花贈劍》、《義虎報》、《齊王點馬》、《借靴》、《龍鳳扇》、《三擋》、《醉打三門》等。
根據唱腔，徽劇可分徽崑、吹腔、撥子、二簧、西皮、花腔小調。徽崑的唱腔曲牌較蘇崑粗獷強烈，以演武戲為主。吹腔以笛和小嗩吶為主要，分曲牌、板式變化加曲牌體、板式變化體。撥子以棗木梆擊出節奏為主。二簧、西皮大部分以徽胡為主。花腔小調大部分是民間俗曲俚歌，生活氣息較濃。
早期徽劇的腳色分為：末、生、小生、外、旦、貼、夫、淨、丑九行。在表演上，動作粗獷豪壯，擅長武戲，如獨腳單踢、叉腿單踢、刀門、翻台子、跳圈、竄火、飛叉、紅拳等。
徽劇傑出代表是程長庚。他把徽音、京音、楚音兼收並蓄，自成一家，承先啟後。因此，他成為京劇的開山祖師。